# إلستون هوارد
إلستون هوارد (بالإنجليزية: Elston Howard) هو لاعب كرة قاعدة أمريكي، ولد في 23 فبراير 1929 في سانت لويس في الولايات المتحدة، وتوفي في 14 ديسمبر 1980 في نيويورك في الولايات المتحدة.

## وصلات خارجية
- إلستون هوارد على موقعبيزبول رفرنس.كوم (الدوري الرئيسي) (الإنجليزية)
- إلستون هوارد على موقعبيزبول رفرنس.كوم (الدوري الثانوي) (الإنجليزية)
- إلستون هوارد على موقع مشجعي الرسوم البيانية (الإنجليزية)
- إلستون هوارد على موقع الموسوعة البريطانية (الإنجليزية)